# Щавін (Плонський повіт)
Щавін (пол. Szczawin) — село в Польщі, у гміні Нове Място Плонського повіту Мазовецького воєводства.
Населення — 87 осіб (2011).
У 1975-1998 роках село належало до Цехановського воєводства.

## Демографія
Демографічна структура станом на 31 березня 2011 року:
|          | Загалом | Допрацездатний вік | Працездатний вік | Постпрацездатний вік |
| -------- | ------- | ------------------ | ---------------- | -------------------- |
| Чоловіки | 47      | 8                  | 34               | 5                    |
| Жінки    | 40      | 10                 | 21               | 9                    |
| Разом    | 87      | 18                 | 55               | 14                   |